# Pridorojni (Bélgorod)
|  | Per a altres significats, vegeu «Pridorojni». |

Pridorojni - Придорожный (rus) - és un poble (un khútor) de l'óblast de Bélgorod, a Rússia. El 2010 tenia 62 habitants. Pertany al districte (raion) de Véidelevka.